# 仙台家庭裁判所
仙台家庭裁判所（せんだいかていさいばんしょ）は、宮城県仙台市にある日本の家庭裁判所の一つで、宮城県を管轄している。略称は、仙台家裁（せんだいかさい）。大河原・古川・石巻・登米・気仙沼に支部を置いている。
仙台家庭裁判所の本庁・支部は仙台地方裁判所の本庁・支部・各簡易裁判所に併設されている。

## 所在地
- 本庁：宮城県仙台市青葉区片平1丁目6-1　北緯38度15分25.5秒 東経140度52分3.2秒 / 北緯38.257083度 東経140.867556度
「高等裁判所前」バス停から徒歩約2分
東北新幹線, 秋田新幹線, JR東北線, 常磐線, 仙台空港アクセス線, 阿武隈急行線, 仙山線, 仙石線, 仙台市地下鉄南北線 仙台駅西口から南町通りを直進して徒歩約20分
JR仙石線 あおば通駅から徒歩約15分
- 大河原支部：宮城県柴田郡大河原町字中川原9　北緯38度2分45.3秒 東経140度44分0.9秒 / 北緯38.045917度 東経140.733583度
JR東北線 大河原駅下車 徒歩10分
- 古川支部：宮城県大崎市古川駅南二丁目9-46　北緯38度34分1秒 東経140度58分12.4秒 / 北緯38.56694度 東経140.970111度
JR東北新幹線, 陸羽東線 古川駅南側出口から約800m 徒歩約10分
東北自動車道古川インターチェンジから国道108号を美里町，石巻市方面へ自動車で約20分
- 石巻支部：宮城県石巻市泉町四丁目4-28　北緯38度25分36.6秒 東経141度17分56秒 / 北緯38.426833度 東経141.29889度
JR石巻線, 仙石線 石巻駅から徒歩15分
- 登米支部：宮城県登米市登米町寺池桜小路105-3　北緯38度39分23秒 東経141度16分54.8秒 / 北緯38.65639度 東経141.281889度
JR仙台駅前西口バスプール31-2番乗り場（さくら野仙台店前）から東日本急行バス「とよま総合支所」行きに乗車約1時間30分，「とよま明治村」停留所にて下車，徒歩約5分
JR気仙沼線 柳津駅から宮交登米バス「ミヤコーバス佐沼営業所」行きに乗車約11分，「三日町」バス停留所にて下車，徒歩約5分
東北新幹線 くりこま高原駅からタクシーで約40分
- 気仙沼支部：宮城県気仙沼市河原田一丁目2-30　北緯38度54分4.3秒 東経141度34分34.1秒 / 北緯38.901194度 東経141.576139度
県庁市役所前バス停又は宮交仙台高速バスセンター前40番乗り場から宮城交通バス「気仙沼」行き（東北道経由）に乗車約2時間40分，「気仙沼駅」停留所にて下車，タクシーで約10分
県庁市役所前バス停又は宮交仙台高速バスセンター前40番乗り場から宮城交通バス「気仙沼」行き（三陸道経由）に乗車約2時間50分，「警察署入口」停留所にて下車，徒歩約20分

## 管轄
- 本庁
  - 仙台市、塩竈市、名取市、多賀城市、岩沼市、富谷市、亘理郡亘理町、山元町、黒川郡大和町、大郷町、大衡村、宮城郡松島町、七ヶ浜町、利府町
- 大河原支部
  - 白石市、角田市、柴田郡大河原町、村田町、柴田町、川崎町、伊具郡丸森町、刈田郡蔵王町、七ヶ宿町
- 古川支部
  - 大崎市、遠田郡涌谷町、美里町、加美郡色麻町、加美町、栗原市
- 登米支部
  - 登米市
- 石巻支部
  - 石巻市、東松島市、牡鹿郡女川町
- 気仙沼支部
  - 気仙沼市、本吉郡南三陸町

※ただし、各支部の合議事件、大河原支部管内の少年事件は本庁で、登米支部管内の少年事件は古川支部で、気仙沼支部管内の少年事件は石巻支部でそれぞれ取り扱う。

## 歴代所長
（カッコ内は異動先）
- 本郷元（1996年 - 1998年 仙台高等裁判所部総括判事）
- 成田喜達（2005年12月 - 2007年12月 大阪高等裁判所部総括判事）
- 三輪和雄（2007年12月 - 2009年6月 仙台地方裁判所所長）
- 秋武憲一（2009年6月 - 2012年4月 定年退官）
- 小林正（2012年4月 - 2014年8月 定年退官）
- 三村晶子（2014年8月 - 2015年6月 横浜家庭裁判所長）
- 松並重雄（2015年6月 - 2018年1月 名古屋高等裁判所部総括判事）
- 窪木稔（2018年1月 - ）